# Ivy Mike

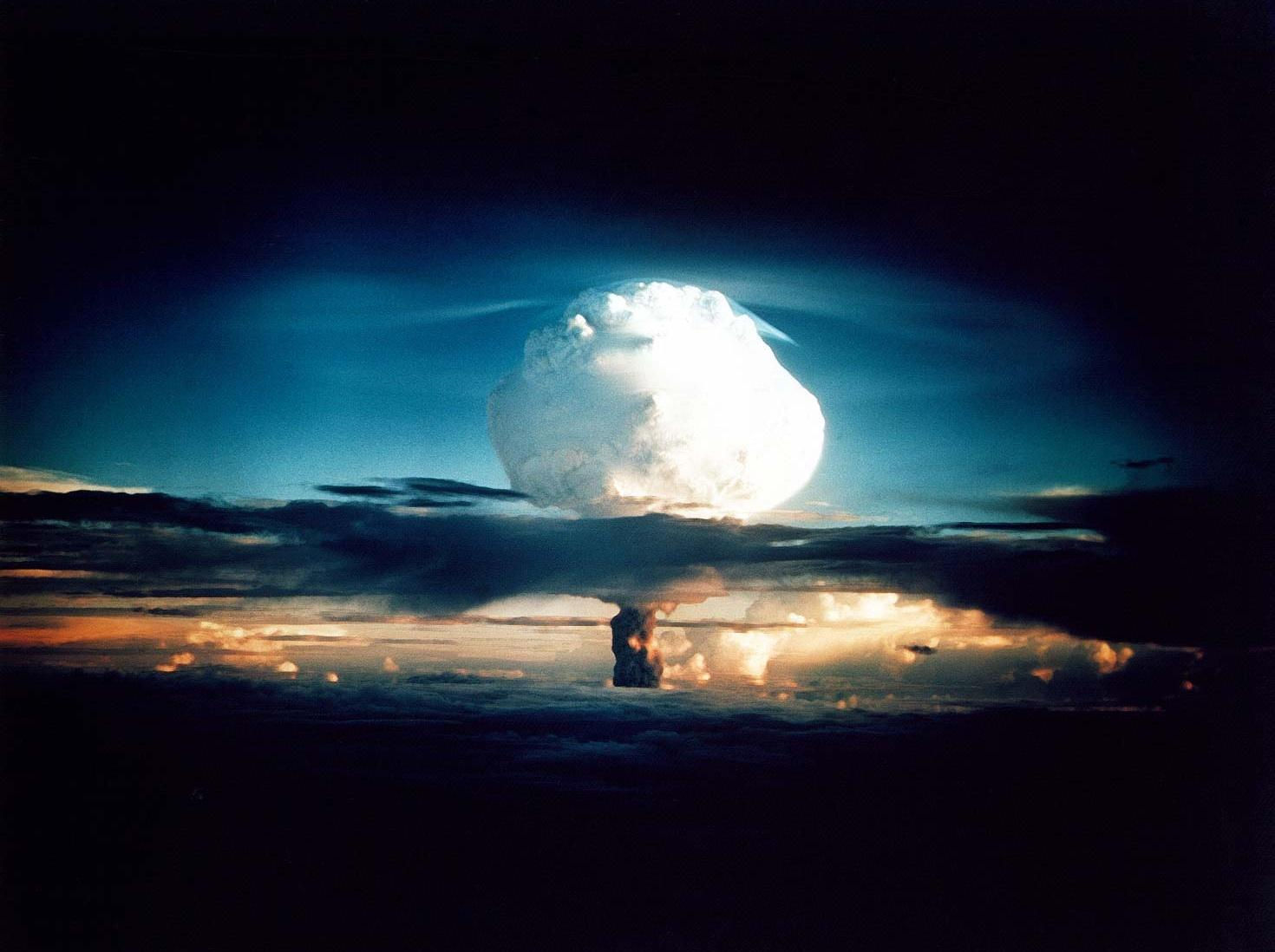
Ivy Mike

Ivy Mike is de bijnaam van de allereerste waterstofbom die ooit tot ontploffing werd gebracht. Deze test werd door de Verenigde Staten uitgevoerd op de Marshalleilanden op 1 november 1952 (lokale tijd, in Europa was het nog 31 oktober). De test had de codenaam Operation Ivy. Mike was de eerste in het testprogramma. Het was de eerste volledige test van een Teller-Ulamontwerp, een getrapte kernfusiebom. 

## Ontwerp en voorbereidingen
De John woog 62 ton. In wezen was het een gebouw dat er meer uitzag als een fabriek dan als een superwapen. Ivy Mike werd door Russische technici gezien als een thermonucleaire installatie. In het midden zat een grote cilindervormige thermosfles, die de fusiebrandstof bevatte. De bom was cryogeen en moest worden gekoeld. De eerste trap was er om gunstige omstandigheden te scheppen voor de tweede trap.
Dit apparaat was ontworpen door Richard Garwin, een student bij Enrico Fermi, de Italiaanse natuurkundige. Dit deed hij op advies van Edward Teller. Er was besloten dat niets anders dan een één-op-één test de enige betrouwbare methode was om het Teller-Ulamontwerp te testen. Garwin kreeg de instructie om conservatieve schattingen te gebruiken bij de test en dat het wapen niet inzetbaar hoefde te zijn. 
De eerste trap was een Mark V kernsplijtingsbom. Die werd bewaard in een aparte ruimte in de bom om bevriezing tegen te gaan. De tweede trap was een kernfusiebom, die vloeibaar deuterium gebruikte als brandstof. Dit werd gebruikt ondanks dat de stof moeilijk te hanteren was, maar het zou het experiment een flink stuk eenvoudiger maken en de resultaten makkelijker te analyseren. In het midden van de fles zat een staaf plutonium (de bougie) om de fusie te starten. De thermosfles werd omringd door een 4,5 ton wegend uranium omhulsel. De binnenkant van dit omhulsel was bekleed met lagen lood en polyetheen, die een stralingskanaal vormden om de gammastraling van de eerste naar de tweede trap te leiden. De functie van de stralen was om de vloeibare tweede trap te comprimeren tot de dichtheid en temperatuur van het deuterium hoog genoeg waren om een thermonucleaire reactie te starten en te onderhouden. De buitenste laag was een 25-30 centimeter dikke laag staal. De hele assemblage (bijgenaamd Sausage) met daarin de bom (die op het moment van aflevering een diameter van 2,03 meter had), was van neus tot staart 6,19 meter lang en woog 54 ton. 
Het hele apparaat werd in een aluminium omhulsel gedaan om naar Enewetak verscheept te worden. In totaal hebben er ongeveer 9.350 militairen en 2.300 burgers meegewerkt aan de ontwikkeling van Ivy Mike.

## De explosie

Paddenstoelwolk
(dit is niet de ontploffing van Ivy Mike)

Op 1 november 1952 om 7:15 uur werd de bom tot ontploffing gebracht. Bij de explosie kwam er een kracht vrij van 10 tot 12 megaton. 77% van de kracht kwam echter van de straling van het uraniumomhulsel, wat automatisch betekende dat de bom een grote hoeveelheid fall-out zou produceren. 
De vuurbal mat ongeveer 5 kilometer in diameter en de paddenstoelwolk bereikte een hoogte van 7 kilometer in minder dan 90 seconden. Nog een minuut later zat de wolk al op 33 kilometer hoogte, waar hij tot stilstand kwam. De kop van de wolk breidde zich uit tot een diameter van zo'n 161 kilometer terwijl de stam een diameter van ongeveer 32 kilometer had.

## Nasleep
De explosie creëerde een krater met een diameter van 1,9 kilometer en een diepte van ongeveer 50 meter. Deze verscheen op de plaats waar een paar minuten eerder het atol Elugelab was. Hij veroorzaakte ook grote golven van 6 meter hoog. De andere drie eilanden werden door deze golven en de drukgolf volledig schoongeveegd van vegetatie. Dit werd waargenomen door een helikopter die een uur na de test over het gebied heen vloog. De paddenstoelwolk was toen al opgelost. Koraal dat rond het eiland groeide, kwam tot 48 kilometer verderop op schepen terecht. De dichtstbijzijnde gebieden leden het meest onder de fall-out. De gebeurtenissen werden verfilmd door Lookout Mountain Studios. Ook werd president Dwight D. Eisenhower geïnterviewd. Dit werd gecensureerd op de radio en televisie en werd dagenlang herhaald.
Edward Teller, misschien wel de man die het meest achter het hele project had gestaan, was op het moment van de ontploffing in Californië. Hij wist zelf eerder dan het publiek dat de explosie een succes was, omdat hij op de universiteit vlak bij een seismometer was gaan zitten die de trillingen van de explosie registreerde. De trillingen waren over de hele wereld voelbaar. 
In zijn memoires schrijft Teller dat hij een telegram stuurde naar zijn vrienden, met uit veiligheidsoverwegingen uitsluitend de tekst: It's a boy.